# Meióza
Meióza (meiotické dělení, redukční dělení) je jaderné, resp. buněčné dělení, během kterého dochází k produkci buněk se zredukovaným počtem chromozómů (2n → 1n, 4n → 2n atd.), což je základní proces umožňující pohlavní rozmnožování.
Po kvantitativní stránce dochází k relativně rovnoměrnému rozdělení jaderného genomu, počet chromozomů (resp. chromozomových sad) dceřiných jader je redukován na polovinu původního množství. Geny dceřiných jader nemusejí být kvalitativně stejné, jsou mezi ně totiž rozděleny homologické chromozomové sady (vytvořené náhodnou segregací homologických chromozomů) a nikoli identické kopie DNA.
Buňky vzniklé meiózou slouží k rozmnožování (rozmnožovací buňky). Mohou vznikat 2 typy:
1. Gameta – splynutím s další vhodnou gametou (např. spermie a vajíčko) může vytvořit nového jedince složeného opět z dvojité sady chromozómů
2. Výtrus – dělením může vytvořit mnohobuněčný organismus nebo alespoň jeho část – gametofyt (u rostlin, většiny řas nebo hub). Na něm pak vznikají gamety (tentokrát mitózou[p 2]).

## Průběh meiózy

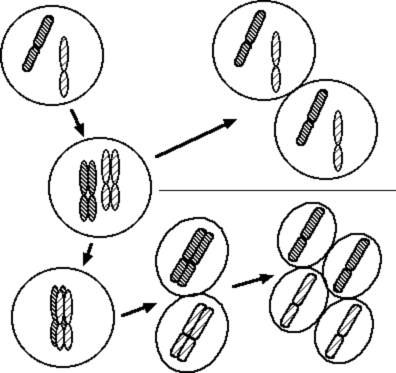
Homologní chromozómy při mitóze (nahoře) a meióze (dole)

Meióza sestává ze dvou odlišně koncipovaných dělení buněk, takže jejím výsledkem jsou 4 od rodiče odlišné buňky, na rozdíl od 2 s rodičem shodných buněk, které vznikají při mitóze.

### Heterotypické dělení, meióza I
Během 1. zracího (heterotypického, redukčního) dělení, dochází k redukci počtu chromozómových sad, tj. dceřiné buňky mají jen polovinu chromozómů oproti rodičovské buňce, jsou tedy jiného typu. Následně se pak dělí znovu, tentokráte homotypicky (mitóze podobně) koncipovaným dělením, meiózou II.

#### Profáze I
Profáze meiózy I je oproti profázi II (tj. profázi meiózy II čili homotypického dělení) mnohem komplikovanější a dělí se na 5 stadií:
1. Leptotenní stadium, kdy dochází ke spiralizaci vláken DNA a diferenciaci chromozómů.
2. Zygotenní stadium, ve kterém homologické chromozomy (chromozomy jednoho páru) se přibližují k sobě a za pomoci speciální bílkoviny se spojují v tzv. bivalent nebo gemini.
3. Pachytenní stadium, kdy chromozomy dokončují spiralizaci a bivalenty jsou pozorovatelné jakožto tzv. tetrády – čtyřchromatidové komplexy. Nesesterské chromatidy se přitom proplétají a dochází ke vzniku chiazmat (uzlíků). V této fázi dochází k tzv. crossing-overu, kdy se rekombinují části homologických chromatid.
4. Diplotenní stadium, při kterém se uvolňují bílkovinné vazby mezi homologickými chromozomy a dochází k jejich postupnému oddalování. Vzniklé uzlíky mezi nehomologickými chromatidami jsou stále spojené.
5. Diakineze, během níž dochází k přeuspořádání a rozchodu homologických chromozomů. Chiazmata se posunují na konec chromatid kde zanikají (terminalizace chiazmat).

Prometafáze I
Rozpadá se jaderná membrána a zaniká jadérko. Z centrosomálních oblastí se diferencuje dělicí vřeténko, jehož vlákna se nasouvají do oblasti jádra a napojují se na centromery bivalentů.

#### Metafáze I
Prolíná se s diakinezí, dochází k napojení vláken dělicího vřeténka na centromery chromozomů, vlákna z opačných pólů se napojují na centromery různých homologických chromozomů.

#### Anafáze I
Dvouchromatidové chromozomy se rozcházejí k opačným pólům buňky – jsou přitahovány pomocí dělicího vřeténka. Chromozomy se před tím seskupily ve středové (ekvatoriální) rovině buňky.

#### Telofáze I
Poslední fáze. Má opačný průběh než profáze, podobně jako u mitózy
– chromozomy v jádře buňky se prodlužují (despiralizují)
– vzniká jaderná membrána a jadérko
– dělicí vřeténko mizí
– buňka se zaškrcuje a dělí se na dvě dceřiné buňky
– organely do buněk se dělí náhodně.

U protilehlých pólů buňky se seskupují haploidní sady chromozomů. Následuje zaškrcení a rozdělení buňky (cytokineze)

### Homotypické dělení, meióza II
Druhé neboli homotypické dělení je v podstatě shodné s mitózou. Dělí se obdobně jako mitóza na:
PROFÁZE II
Vidíme opět vymizení jadérek a jaderného obalu, zkrácení a ztluštění chromatidů. Centrozomy se přesouvají do polárních oblastí a uspořádávají vřetenová vlákna pro druhé meiotické dělení.
PROMETAFÁZE II
Rozpadá se jaderná membrána, vlákna dělícího vřeténka se připojují na centromery jednotlivých dvouchromatidových chromozomů.
METAFÁZE II
Centromery obsahují dva kinetochory, které se připojují k vřetenovým vláknům z centrozomů na opačných pólech. Nová rovníková metafázová destička je otočena o 90 stupňů ve srovnání s meiózou I, kolmo k předchozí desce. Probíhá u obou buněk vzniklých při I. dělením synchronizovaně, kdy se tahem dělícího vřeténka uspořádají chromozómy v ekvatoriální rovině svými centromerami
ANAFÁZE II
Zbývající centromerický kohezin, který již není chráněn Shugoshinem, štěpí, což umožňuje segregaci sesterských chromatid. Dále dochází k oddělení chromatid chromozomů v místě centromery a jejich následnému rozchodu k pólům dělícího vřeténka.
TELOFÁZE II
Je velmi podobná telofázi I. Vyznačuje se dekondenzací a prodloužením chromozomů a demontáží vřeténka. Jaderné obaly se znovu tvoří a štěpením nebo tvorbou buněčných destiček nakonec vzniknou celkem čtyři dceřiné buňky, z nichž každá má haploidní sadu chromozomů.

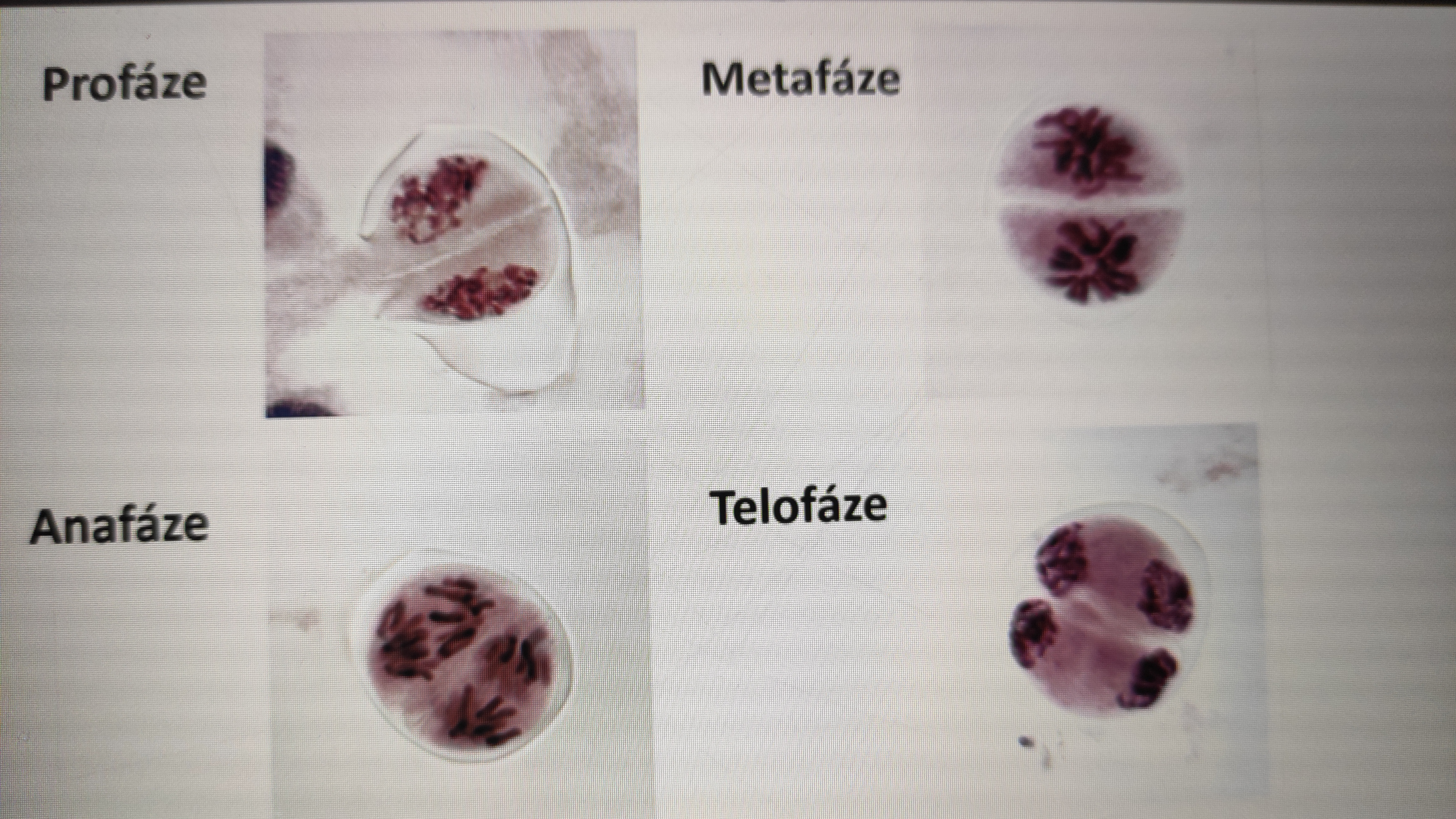
Jednotlivé fáze postupující za sebou

Opět na konci celého procesu dojde k cytokinezi. Díky druhému neboli homotypickému dělení se ze dvou diploidních buněk stávají čtyři buňky haploidní. Výsledkem jsou tedy čtyři haploidní gamety.